# Bandem (peuple)
Pour les articles homonymes, voir Bandem.
Les Bandem (ou Ba-Ndêm) sont une population du Cameroun vivant dans la Région du Littoral, le département du Nkam, les arrondissements de Nkondjock et Yabassi.

## Langue
Ils parlent le bandem (ou ndemli), une langue bantoue, dont le nombre de locuteurs était estimé à 10 000 en 1999.